# Jean-Charles Pichegru
Jean-Charles Pichegru, francoski general, * 16. februar 1761, Arbois (Franche-Comté), † 5. april 1804, Pariz.

## Življenje
Pichegru, ki je prišel iz kmečkega stanu, je izobrazbo prejel v samostanski šoli, kjer se je tako izkazal v matematiki, da je postal predavatelj na vojaški artilerijski šoli. Med takratni učenci je bil tudi Napoleon Bonaparte. Leta 1793 se je pridružil 1. artilerijskemu polku in tako vstopil v aktivno vojaško službo. Z nastopom francoske revolucije je kot neplemič in hkrati tudi sposoben ter izobražen častnik hitro napredoval. Tako je postal divizijski general in poveljnik Armade Rena in Armade Rena in Mozele. Posebej se je izkazal med flamsko kampanjo. Po nastopu termidorja in direktorija pa je maja 1795 zamenjal stran in se pridružil rojalistom. Ker so ga sumili, a mu niso mogli nič dokazati, je bil oktobra 1795 odpuščen iz vojaške službe. Že maja istega leta pa je bil kot vodja rojalistov izvoljen v Zbor petstotih. Leta 1797 je načrtoval državni udar, ki pa je bil razkrit in Pichegru je bil poslan v Francosko Gvajano. Od tam je preko ZDA pobegnil v Anglijo in se nato pridružil štabu ruskega generala Aleksandra Rimskega-Korsakova med italijansko in švicarsko ekspedicijo (1799-1800). Leta 1803 se je vrnil nazaj v Francijo, da bi sprožil rojalistični upor proti Napoleonu. Januarja 1804 je skupaj s sozarotniki prišel v Pariz, kjer je bil 28. februarja izdan, aretiran in vržen v ječo. 15. aprila so ga našli mrtvega v ječi. Do danes ni jasno, ali so ga umorili ali pa je naredil samomor.